# С-33 (підводний човен СРСР)
| С-33                                                                  | С-33                                                                                             | С-33                                                                                             |
| --------------------------------------------------------------------- | ------------------------------------------------------------------------------------------------ | ------------------------------------------------------------------------------------------------ |
|                                                                       |                                                                                                  |                                                                                                  |
|                                                                       |                                                                                                  |                                                                                                  |
| Схема підводного човна типу «Середня»                                 |                                                                                                  |                                                                                                  |
| Під прапором                                                          | Військово-морський флот СРСР                                                                     | Військово-морський флот СРСР                                                                     |
| Порт приписки                                                         | Севастополь                                                                                      | Севастополь                                                                                      |
| Закладений                                                            | 16 листопада 1937                                                                                | 16 листопада 1937                                                                                |
| Спуск на воду                                                         | 30 травня 1939                                                                                   | 30 травня 1939                                                                                   |
| Введений до складу флоту                                              | 22 грудня 1940                                                                                   | 22 грудня 1940                                                                                   |
| Сучасний статус                                                       | 15 вересня 1960 року списаний на брухт                                                           | 15 вересня 1960 року списаний на брухт                                                           |
| Бойовий досвід                                                        | Німецько-радянська війна * Кампанія на Чорному морі                                              | Німецько-радянська війна * Кампанія на Чорному морі                                              |
| Нагороди                                                              | Радянська гвардія                                                                                | Радянська гвардія                                                                                |
| Проєкт                                                                |                                                                                                  |                                                                                                  |
| Тип ПЧ                                                                | Середній дизель-електричний торпедний ДПЧ                                                        | Середній дизель-електричний торпедний ДПЧ                                                        |
| Розробник проєкту                                                     | завод № 198, Миколаїв                                                                            | завод № 198, Миколаїв                                                                            |
| Основні характеристики                                                |                                                                                                  |                                                                                                  |
| Швидкість (надводна)                                                  | 19,5 вузлів (36,1 км/год)                                                                        | 19,5 вузлів (36,1 км/год)                                                                        |
| Швидкість (підводна)                                                  | 9,6 вузли (17,77 км/год)                                                                         | 9,6 вузли (17,77 км/год)                                                                         |
| Робоча глибина занурення                                              | 80 м                                                                                             | 80 м                                                                                             |
| Гранична глибина занурення                                            | 100 м                                                                                            | 100 м                                                                                            |
| Автономність плавання                                                 | 30 діб                                                                                           | 30 діб                                                                                           |
| Екіпаж                                                                | 46 осіб                                                                                          | 46 осіб                                                                                          |
| Розміри                                                               |                                                                                                  |                                                                                                  |
| Довжина найбільша (по КВЛ)                                            | 77,7 м                                                                                           | 77,7 м                                                                                           |
| Ширина корпусу найб.                                                  | 6,4 м                                                                                            | 6,4 м                                                                                            |
| Середня осадка (по КВЛ)                                               | 4,06 м                                                                                           | 4,06 м                                                                                           |
| Водотоннажність надводна                                              | 866,1 т                                                                                          | 866,1 т                                                                                          |
| Силова установка                                                      |                                                                                                  |                                                                                                  |
| дизель-електрична; 2 × дизельні двигуни 1Д 2 × електромотори ПГ-72/35 |                                                                                                  |                                                                                                  |
| Озброєння                                                             |                                                                                                  |                                                                                                  |
| Торпедно- мінне озброєння                                             | 6 ТА калібру 533-мм (12 торпед)                                                                  | 6 ТА калібру 533-мм (12 торпед)                                                                  |
| ППО                                                                   | 1 × 100-мм/51 гармата Б-24 (200 снарядів) 1 × 45-мм напівавтоматична гармата 21-К (500 снарядів) | 1 × 100-мм/51 гармата Б-24 (200 снарядів) 1 × 45-мм напівавтоматична гармата 21-К (500 снарядів) |

С-33 — радянський дизель-електричний підводний човен типу «Середня» серії IX-біс, що входив до складу Військово-морського флоту СРСР за часів Другої світової війни. Закладений 16 листопада 1937 року на верфі заводу № 198 у Миколаєві під заводським номером 349. 30 травня 1939 року спущений на воду. 22 грудня 1940 року включений до складу Чорноморського флоту.

## Історія
На 22 червня 1941 року підводний човен С-33 був у складі 2-го дивізіону 1 бригади підводних човнів Чорноморського флоту, з базуванням у Севастополі, командиром човна був капітан-лейтенант Б. А. Алексеєв. За час Другої світової війни підводний човен діяв в акваторії Чорного моря, здійснив 15 бойових походів, у ході яких потопив румунське транспортне судно Suceava (6876 брт) та пошкоджену авіацією велику десантну баржу F-130 (240 т).
22 липня 1944 року С-33 удостоєний гвардійського звання.
12 січня 1949 року переведений до підкласу середніх підводних човнів, 14 березня 1955 року виведений з бойового складу, роззброєний та переформований в плавучу зарядову станцію, 12 березня 1974 року виключений зі списків та поставлений на прикол. 14 березня 1975 року човен знову зарахований до складу ЧФ. 3 січня 1978 року вдруге виключений зі списків ВМФ у зв'язку зі здаванням для демонтажу та реалізації та згодом розібраний на брухт.